# Pseudohydrosme
Pseudohydrosme es un género de plantas con flores de la familia Araceae. Es originario de la región oeste del África tropical.
Sólo contiene dos especies, P. buettneri y P. gabunensis . Pseudohydrosme se encuentra en los bosques tropicales en Gabón.  Se cree que está estrechamente relacionado con Anchomanes y es probable que se incluya en Anchomanes debido a la evidencia molecular.

## Taxonomía
El género fue descrito por Stephan Ladislaus Endlicher y publicado en Botanische Jahrbücher für Systematik, Pflanzengeschichte und Pflanzengeographie 15: 455. 2 Au. La especie tipo es: Pseudohydrosme gabunensis

## Especies
- Pseudohydrosme buettneri
- Pseudohydrosme gabunensis